# Montes Taihang
Las Taihang (léase Tái-Jang; en chino, 太行; pinyin, Tàiháng) es una cordillera en la República Popular China que recorre el borde oriental de la meseta de Loes, en las provincias de Henan, Shanxi y Hebei. La cadena se extiende más de 400 km de norte a sur y tiene una elevación promedio de 1500 a 2000 metros sobre el nivel del mar. El pico principal es el Xiao Wutaishan de 2882 m. Las montañas Cangyan, en Hebei, constituyen el extremo oriental de la cordillera de Taihang.
El nombre de la provincia de Shanxi, que significa «al oeste de las montañas», deriva de su localización al oeste de las montañas Taihang, al igual que el nombre de la provincia de Shandong («al este de las montañas»).
El Canal Bandera Roja se encuentra en el borde de las montañas Taihang.
El tren de pasajeros Shitai atraviesa las montañas Taihang a través del túnel Taihang, que con casi 28 km, es el túnel ferroviario más largo de China.